# Horror (2015)
#Horror (/hæʃtæɡ hɔrər/; HashtagHorror) é um filme de terror produzido nos Estados Unidos em 2015, escrito e dirigido por Tara Subkoff, e com atuações de Chloë Sevigny, Timothy Hutton, Natasha Lyonne, Taryn Manning e Balthazar Getty.
O filme estreou no Museu de Arte Moderna (Nova Iorque) em 18 de novembro de 2015.